# محسن المهداوي
محسن المهداوي هو ناشط فلسطيني وطالب في كلية الدراسات العامة بجامعة كولومبيا. وكان المهداوي من بين عدد من الناشطين الطلاب الذين استهدفتهم إدارة ترامب بالترحيل. بعد عشر سنوات من الإقامة الدائمة في الولايات المتحدة، وصل إلى مكتب خدمات المواطنة والهجرة الأمريكية (USCIS) في كولشيستر، فيرمونت لإجراء مقابلة للحصول على الجنسية الأمريكية، في 14 أبريل 2025، عندما تم القبض عليه واحتجازه من قبل وكلاء الهجرة والجمارك الأمريكية (ICE). وبعد ذلك تم الإفراج عنه بموجب أمر قضائي، في انتظار الفصل في جوهر القضية لدعم ترحيله.

## السيرة

### النشأة
محسن المهداوي هو لاجئ فلسطيني من الجيل الثالث من مخيم الفارعة للاجئين، حيث عاش حتى عام 2014. وقال المهداوي إنه في طفولته في الضفة الغربية المحتلة، رأى صديقه المقرب ـ الذي كان يبلغ من العمر 12 عاماً آنذاك ـ يُقتل برصاص جندي إسرائيلي. وقال أيضًا إن جنديًا إسرائيليًا أطلق النار على ساقه عندما كان عمره 15 عامًا.
في عام 2014، انتقل المهداوي إلى الولايات المتحدة، وفي عام 2015 أصبح مقيمًا دائمًا قانونيًا يحمل البطاقة الخضراء.

### الحياة كبالغ
التحق المهداوي بجامعة بيرزيت في عام 2008 لدراسة علوم الحاسوب. هناك التقى بزوجته المستقبلية، التي ساعدته على الهجرة إلى الولايات المتحدة، حيث تزوجها ثم طلقها فيما بعد. التحق بجامعة ليهاي في بنسلفانيا في عام 2018 لدراسة علوم الكمبيوتر. انتقل إلى كلية الدراسات العامة بجامعة كولومبيا، حيث تخرج منها بدرجة البكالوريوس في الفلسفة في مايو 2025. تم قبوله في برنامج الماجستير في كلية الشؤون الدولية والعامة بجامعة كولومبيا.
المهداوي هو بوذي يؤمن بـ«اللاعنف والتعاطف كمبدأ أساسي في دينه». شغل منصب رئيس جمعية البوذية بجامعة كولومبيا ونظم مهرجان فيساك كبير في الجامعة بالتعاون مع المجلس البوذي في نيويورك في عام 2023. في أغسطس 2024، دخل في مناقشة مع الراهب البوذي بيكو بودي، رئيس الجمعية البوذية في الولايات المتحدة.

## النشاط

### البدايات
بدأ المهداوي حملته للتفاهم المتبادل بين العرب واليهود، والفلسطينيين والإسرائيليين بحديث أمام فصل لتعليم الكبار في عام 2015 في فيرمونت. قادته هذه المشاركة إلى التحدث أمام جمهور كنيس يهودي، وعند وصوله إلى جامعة ليهاي وسّع دوره كصوت للتفاهم المتبادل.

### في جامعة كولومبيا

#### المناصرة والاحتجاجات المؤيدة للفلسطينيين خلال الحرب على غزة
بعد اندلاع حرب غزة في أكتوبر 2023، قاد المهداوي وساعد في تنظيم الاحتجاجات المؤيدة للفلسطينيين في جامعة كولومبيا. في مقابلة أجريت معه في ديسمبر 2023 مع برنامج 60 دقيقة، قال إن إسرائيل ترتكب إبادة جماعية في غزة وأنه يريد نهاية سلمية للصراع الإسرائيلي الفلسطيني. أسس المهداوي وزميله الطالب في جامعة كولومبيا محمود خليل جمعية دار: جمعية الطلاب الفلسطينيين «للاحتفال بالثقافة والتاريخ والهوية الفلسطينية».

##### مظاهرة 9 نوفمبر 2023 في جامعة كولومبيا
في مظاهرة وتركيب فني واعتصام الموت الرمزي نظمته منظمة طلاب من أجل العدالة في فلسطين (SJP) والصوت اليهودي من أجل السلام (JVP) على درجات مكتبة لو التذكارية ‏ في 9 نوفمبر 2023، روى المهداوي قصته عن نشأته في مخيم للاجئين في الضفة الغربية التي تحتلها إسرائيل، وعن مشاهدته مقتل أفضل صديق له البالغ من العمر 12 عامًا أمامه على يد جندي إسرائيلي، وعن إطلاق النار على ساقه في سن 15 عامًا، أيضًا على يد جندي إسرائيلي. وكان هناك متظاهرون مؤيدون لإسرائيل، خاطبهم المهداوي: «حتى لو كنتم مع الجانب الآخر، فإننا نتوسل إليكم، ونبكي، ونطلب منكم أن تروا الإنسانية فينا، وأن تنضموا إلينا في نضالنا من أجل الحرية، من أجل العدالة، من أجل الإنسانية».
قاطع شخص مجهول الهوية الاحتجاج، واقترب وبدأ يصرخ بألفاظ نابية معادية لليهود والسود، وتسلق حاجزًا من السلسلة، ويقال إنه حاول «إثارة المعارك مع عدد كبير من الطلاب». وفقًا لصحيفة نيويورك تايمز، فإن «طالبًا على مشارف احتجاج يوم 9 نوفمبر/تشرين الثاني صرخ بعبارات معادية للسامية»، لكن «لم يكن منتميًا إلى أي من المجموعات الطلابية، وقد صاح به المتظاهرون المؤيدون للفلسطينيين»، بما في ذلك المهداوي، الذي أدان هذا الفرد بشكل مباشر. وقال المهداوي مستخدما الميكروفون: «عار على من دعا إلى «الموت لليهود»، وبدأ حشد المتظاهرين يهتفون «عار عليك»، وانضموا إلى إدانته لتصريحات الشخص المجهول البغيضة.
في اليوم التالي، أعلن جيرالد روزبرج، الذي كان آنذاك أحد كبار الإداريين في جامعة كولومبيا، تعليق عضوية طلاب من أجل العدالة في فلسطين وجبهة التحرير الشعبية بسبب ما أسماه «حدثًا غير مصرح به» تضمن «خطابًا تهديديًا وترهيبًا». جاء الإيقاف بعد أن راجع كبار الإداريين السياسات المذكورة في الإيقاف بهدوء في 24 أكتوبر، وأضافوا قسمًا جديدًا إلى صفحة سياسة الأحداث الجامعية على الويب والذي أعلن حق الإدارة في «تنظيم الوقت والمكان وطريقة أشكال معينة من التعبير العام» دون مدخلات من مجلس شيوخ الجامعة.
وقد دحض الصحفيون ادعاء جامعة كولومبيا بأن «الخطاب التهديدي والترهيب» جاء من طلاب العدالة في فلسطين وجبهة التحرير الشعبية، وتراجع عنه روزبرغ بشكل خاص في جلسة عامة لمجلس الشيوخ بالجامعة في 17 نوفمبر/تشرين الثاني 2023. ومع ذلك، لم تلغِ جامعة كولومبيا تعليق عضوية طلاب منظمة من أجل العدالة في فلسطين والصوت اليهودي من أجل السلام، ولم تتراجع أبدًا عن البيان؛ ولم تصدر بيانًا عامًا لتصحيح وتوضيح المسألة. وفي وقت لاحق، استشهد وزير الخارجية الأمريكي ماركو روبيو بعبارة «الخطاب التهديدي والترهيب» حرفيًا، مستمدًا على ما يبدو من البيان الذي لم تتراجع عنه كولومبيا أبدًا، في مذكرة صدرت في أبريل/نيسان 2025 لدعم قضيته ضد المهداوي.

#### تجريد جامعة كولومبيا من الفصل العنصري
ساعد المهداوي أيضًا في تنظيم وإطلاق حملة جامعة كولومبيا لسحب الاستثمارات من نظام الفصل العنصري (CUAD)، وهي تحالف يضم أكثر من 80 مجموعة طلابية (جمعت لاحقًا أكثر من 120 مجموعة طلابية) تم تشكيله بعد أن غيرت إدارة جامعة كولومبيا سياسة الأحداث في الجامعة بهدوء قبل حظر طلاب من أجل العدالة في فلسطين والصوت اليهودي من أجل السلام. تم إطلاق جامعة كولومبيا لسحب الاستثمارات من نظام الفصل العنصري في 14 نوفمبر، بعد أربعة أيام من حظر الإدارة لمنظمة طلاب من أجل العدالة في فلسطين والصوت اليهودي من أجل السلام. قادت جامعة كولومبيا لسحب الاستثمارات من نظام الفصل العنصري العديد من المظاهرات المؤيدة للفلسطينيين والتي دعت الجامعة إلى سحب استثماراتها من إسرائيل.

#### ربيع 2024: التوعية
في ربيع عام 2024، ابتعد المهداوي عن الحركة للتركيز على تعزيز العلاقات مع الطلاب اليهود والإسرائيليين. وقد دعا العديد من منتقديه، بما في ذلك الأستاذ المساعد شاي ديفيداي ‏، للتحدث معه، وظل على اتصال مع ديفيد مايرز، الزعيم السابق لصندوق إسرائيل الجديد التقدمي وأستاذ التاريخ اليهودي في جامعة كاليفورنيا، لوس أنجلوس. وقد ندد مراراً وتكراراً بمعاداة السامية في خطاباته ومقابلاته، وربط معارضته لمعاداة السامية بدعمه للقضية الفلسطينية، قائلاً إن «النضال من أجل حرية فلسطين والنضال ضد معاداة السامية يسيران جنباً إلى جنب، لأن الظلم في أي مكان يشكل تهديداً للعدالة في كل مكان». وصرح أحد زملاء المهداوي الإسرائيليين، أهارون دارديك، بأن المهداوي كان يعارض الإرهاب ومعاداة السامية بشدة، ويدعو بدلاً من ذلك إلى المعارضة السلمية للصراع. قام المهداوي ودارديك بإنشاء «إطار عمل لحل الصراع الإسرائيلي الفلسطيني» كأحد مشاريع البحث النهائية لفصلهم.

## عوائق التجنيس
حضر المهداوي مقابلة مقررة بشأن المواطنة في مكتب خدمات المواطنة والهجرة الأمريكية (USCIS) في كولشيستر، فيرمونت، حيث تم اعتقاله في 14 أبريل 2025 من قبل عملاء دائرة الهجرة والجمارك الأمريكية (ICE)، الذين كانوا ينتظرونه لإنهاء المقابلة.
وقد قدم الفريق القانوني للمهداوي على الفور التماسًا للمثول أمام القضاء ضد دونالد ترامب وإدارته، ووصف احتجازه بأنه غير قانوني. وطلب محاموه إصدار أمر تقييدي ‏ مؤقت لمنع نقله خارج فيرمونت من قبل السلطات الفيدرالية. وافق القاضي الفيدرالي في ولاية فيرمونت ويليام ك. سيشينز الثالث على الطلب وأمر ببقاء المهداوي في فيرمونت. مدد القاضي الفيدرالي في ولاية فيرمونت جيفري دبليو كروفورد الطلب في 23 أبريل.
في 30 أبريل 2025، أمر القاضي الفيدرالي جيفري دبليو كروفورد في فيرمونت بالإفراج عن المهداوي، قائلاً إن «أسبوعي الاحتجاز حتى الآن يثبتان ضررًا كبيرًا لشخص لم يُتهم بارتكاب أي جريمة».

## وصلات خارجية
- ملف قضية المهداوي ضد ترامب، قضية مقاطعة فيرمونت 2:25-cv-00389
- مقتطف من مقابلة برنامج 60 دقيقة على قناة سي بي إس مع المهداوي في عام 2024
- مقابلة قناة سي بي إس نيوز مع المهداوي في اليوم السابق لاعتقاله
- فيديو للمهداوي يتحدث عن تجاربه الحياتية ومعتقداته أمام جمهور سانتا باربرا عام 2024